# Moria (psychiatrie)
Pour les articles homonymes, voir Moria.
La moria est le terme médical désignant un comportement caractérisé par une excitation psychomotrice avec euphorie joviale et une tendance aux blagues puériles que l'on rencontre dans le syndrome frontal. 

Ce syndrome frontal est le plus souvent provoqué par une atteinte de la partie ventro-médiale du lobe frontal. Cette atteinte peut être due à une cause tumorale, traumatique, infectieuse (syndrome de Klüver-Bucy) ou encore dégénérative (forme frontale de la dégénérescence lobaire fronto-temporale).